# Werfpoort (Antwerpen)

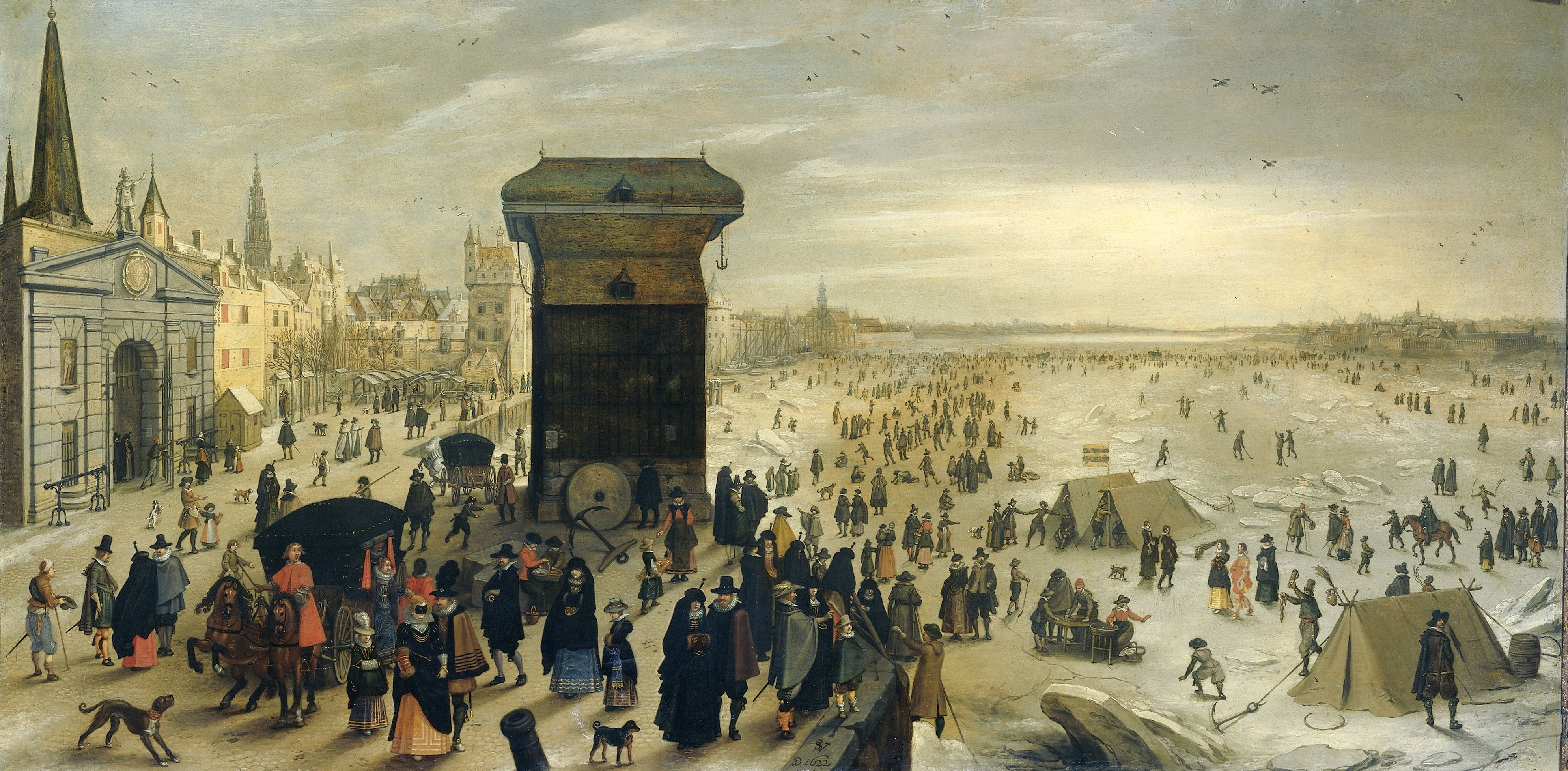
Het Kranenhoofd aan de Schelde met links de Werfpoort waarboven een Brabobeeld prijkt te Antwerpen ca. 1622

De Werfpoort was een historische stadspoort in Antwerpen, gelegen tussen de Antwerpse burcht uit de tijd van de markgraaf Gozelo I onder de Ottonen en het Kranenhoofd als historische Werf. In 1579 werd deze oude poort vervangen door een poort in renaissancestijl. Na de Val van Antwerpen (1585) werd het door een Mariabeeld vervangen Brabobeeld dat op het stadhuis stond, op de poort geplaatst. Ten tijde van Napoleon werd de poort afgebroken waarbij ook het Brabobeeld verloren ging.